# Übereinkommen des Europarats zur Verhütung und Bekämpfung von Gewalt gegen Frauen und häuslicher Gewalt
Das Übereinkommen des Europarats zur Verhütung und Bekämpfung von Gewalt gegen Frauen und häuslicher Gewalt, auch bekannt als Istanbul-Konvention, ist ein 2011 ausgearbeiteter völkerrechtlicher Vertrag. Es schafft verbindliche Rechtsnormen gegen Gewalt an Frauen und häusliche Gewalt. Auf seiner Grundlage sollen sie verhütet und bekämpft werden. Es trat am 1. August 2014 in Kraft.

## Inhalte des Übereinkommens
Das Übereinkommen schreibt vor, dass die Gleichstellung der Geschlechter in den Verfassungen und Rechtssystemen der Unterzeichnerstaaten verankert sein muss und sämtliche diskriminierenden Vorschriften abzuschaffen sind. Außerdem sollen Hilfsangebote für Frauen verbessert und die Menschen über Bildungsangebote für das Problem sensibilisiert werden. Die einzelnen Maßnahmen sehen eine Rechtsberatung, psychologische Betreuung, finanzielle Beratung, Hilfe im Zugang zu Unterbringungsmöglichkeiten (Einrichtung von Frauenhäusern), Aus- und Weiterbildung sowie Unterstützung bei der Suche nach Arbeit vor.
Zudem verpflichten sich die Unterzeichnerstaaten, offensiv vorzugehen gegen psychische Gewalt (Artikel 33), Nachstellung (Artikel 34), körperliche Gewalt (Artikel 35), sexuelle Gewalt einschließlich Vergewaltigung (Artikel 36), Zwangsheirat (Artikel 37), Verstümmelung weiblicher Genitalien (Artikel 38), Zwangsabtreibung und Zwangssterilisierung (Artikel 39), sexuelle Belästigung (Artikel 40). Ein vorsätzliches Verhalten hierzu ist demzufolge unter Strafe zu stellen. Ebenso ist nach Artikel 41 die Anstiftung zu den Handlungen nach Artikeln 33 bis 39 und der Versuch unter Strafe zu stellen.
Zu Kapitel VII mit Artikel 59 bis 61 siehe auch: Artikel „Geschlechtsspezifische Verfolgung“, Abschnitt „Internationale Übereinkommen“.
Die Präambel erinnert an die Europäische Menschenrechtskonvention, die Europäische Sozialcharta und das Übereinkommen zur Bekämpfung des Menschenhandels sowie an internationale Menschenrechtsverträge der Vereinten Nationen und das Römische Statut des Internationalen Strafgerichtshofs. In Artikel 2 wird festgelegt, dass die Bestimmungen dieses Übereinkommens sowohl in Friedenszeiten als auch in Situationen bewaffneter Konflikte auf Gewalt gegen Frauen und häusliche Gewalt anwendbar sind. Artikel 3 definiert zentrale Begriffe:
- Gewalt gegen Frauen wird definiert als „eine Menschenrechtsverletzung und eine Form der Diskriminierung der Frau [...] und bezeichnet alle Handlungen geschlechtsspezifischer Gewalt, die zu körperlichen, sexuellen, psychischen oder wirtschaftlichen Schäden oder Leiden bei Frauen führen oder führen können, einschließlich der Androhung solcher Handlungen, der Nötigung oder der willkürlichen Freiheitsentziehung, sei es im öffentlichen oder privaten Leben“.
- Häusliche Gewalt umfasst „alle Handlungen körperlicher, sexueller, psychischer oder wirtschaftlicher Gewalt, die innerhalb der Familie oder des Haushalts oder zwischen früheren oder derzeitigen Eheleuten oder Partnerinnen beziehungsweise Partnern vorkommen, unabhängig davon, ob der Täter beziehungsweise die Täterin denselben Wohnsitz wie das Opfer hat oder hatte“.
- Geschlecht bezeichnet „die gesellschaftlich geprägten Rollen, Verhaltensweisen, Tätigkeiten und Merkmale, die eine bestimmte Gesellschaft als für Frauen und Männer angemessen ansieht“.
- "Geschlechtsbasierte Gewalt gegen Frauen" wird definiert als „Gewalt, die gegen eine Frau gerichtet ist, weil sie eine Frau ist, oder die Frauen unverhältnismäßig stark betrifft“.

Artikel 4 verbietet verschiedene Formen der Diskriminierung und legt fest: „Die Durchführung dieses Übereinkommens durch die Vertragsparteien, insbesondere von Maßnahmen zum Schutz der Rechte der Opfer, ist ohne Diskriminierung insbesondere wegen des biologischen oder sozialen Geschlechts, der Rasse, der Hautfarbe, der Sprache, der Religion, der politischen oder sonstigen Anschauung, der nationalen oder sozialen Herkunft, der Zugehörigkeit zu einer nationalen Minderheit, des Vermögens, der Geburt, der sexuellen Ausrichtung, der Geschlechtsidentität, des Alters, des Gesundheitszustands, einer Behinderung, des Familienstands, des Migranten- oder Flüchtlingsstatus oder des sonstigen Status sicherzustellen.“

## Unterzeichnung und Ratifikation

Unterzeichnet und ratifiziert
Unterzeichnet, nicht ratifiziert
Nicht unterzeichnet (Europaratsstaaten)
Nicht unterzeichnet (nicht-Europaratsstaaten)
Aufkündigung nach Ratifikation

Das Übereinkommen wurde am 11. Mai 2011 von dreizehn Mitgliedstaaten des Europarates in Istanbul unterzeichnet. Seine Einhaltung soll von einer Expertenkommission überwacht werden, die Eiluntersuchungen vor Ort durchführen kann. Es ist weltweit die zweite Konvention zum Schutz von Frauen gegen Gewalt mit rechtlich bindender Wirkung.
Bis März 2020 wurde das Übereinkommen von 45 Staaten unterzeichnet und von 34 ratifiziert. Das türkische Parlament hat es als erstes der Unterzeichnerstaaten am 14. März 2012 ratifiziert, jedoch bis zu seinem Wiederaustritt 2021 nie angewendet. Österreich ratifizierte die Konvention am 14. November 2013, Deutschland am 12. Oktober 2017 und die Schweiz am 14. Dezember 2017.
Am 28. Juni 2023 ratifizierte die Europäische Union das Übereinkommen des Europarates zur Verhütung und Bekämpfung von Gewalt gegen Frauen und häuslicher Gewalt.

## Vorbehalte und Austritte

### Kroatien
Kroatien hat einen Vorbehalt in seiner am 12. Juni 2018 hinterlegten Erklärung geltend gemacht und festgestellt, dass es sich durch das Übereinkommen nicht verpflichtet sehe, „die Gender-Ideologie in das kroatische Rechts- und Bildungssystem einzuführen oder die verfassungsmäßige Definition der Ehe zu modifizieren.“

### Polen
Polen hat mit seiner am 27. April 2015 hinterlegten Erklärung Vorbehalte gegen Artikel 18 Absatz 5 des Übereinkommens geltend gemacht und festgestellt, nur polnischen Staatsangehörigen konsularischen Schutz nach dem Übereinkommen bieten zu wollen. Sechs andere Unterzeichnerländer haben gegen die Erklärung Polens Einwände erhoben, weil sie sie nicht mit Artikel 78 („Vorbehalte“) des Übereinkommens vereinbar halten. Sowohl Justizminister Zbigniew Ziobro als auch Sozialministerin Marlena Maląg kündigten im Juli 2020 an, dass Polen sich aus der Istanbul-Konvention zurückziehen werde. Bis heute (März 2021) blieb es jedoch bei dieser Ankündigung, ein Austritt erfolgte bis dato nicht.

### Tschechische Republik
Der tschechische Senat lehnte am 24. Januar 2024 die Ratifizierung ab.

### Türkei
Am 19. März 2021 trat die Türkei als erstes und bisher (Stand Mai 2024) einziges Land aus der Konvention wieder aus. Staatspräsident Recep Tayyip Erdoğan unterschrieb das Dekret; für den Austritt wurde kein Grund genannt. Damit ist Erdoğan konservativen und islamistischen Kreisen entgegengekommen. Diese hatten den Austritt gefordert und behauptet, das Übereinkommen fördere Scheidungen und schade „der Einheit der Familie“. Laut der Organisation Wir werden Frauenmorde stoppen wurde die Konvention in der Türkei nie umgesetzt. Die Organisation rief zu Demonstrationen auf. Laut Gökçe Gökçen von der Oppositionspartei CHP bedeute der Austritt, dass Frauen weiter „Bürger zweiter Klasse sind und getötet werden“. Nachdem mehrere Organisationen und Parteien mit einer Klage vor dem obersten Verwaltungsgericht gescheitert waren, wurde der Austritt am 1. Juli 2021 wirksam. Die türkische Verfassung soll geändert werden.

## Umsetzung in Deutschland
Mit der Ratifizierung ist die Istanbul-Konvention in Deutschland seit dem 1. Februar 2018 im Rang des Bundesrechts anzuwenden. Artikel 25 verpflichtet dazu, die erforderlichen gesetzgeberischen oder sonstigen Maßnahmen zu treffen, um Opfern von Vergewaltigung und sexuellen Übergriffen medizinische und gerichtsmedizinische Untersuchungen, Traumahilfe und Beratung anzubieten sowie die anzeigenunabhängige Spurensicherung flächendeckend zu gewährleisten. Mit Wirkung zum 1. März 2020 wurde mit § 27 Abs. 1 Satz 6 SGB V, § 132k SGB V die Vertrauliche Spurensicherung in den Leistungskatalog der gesetzlichen Krankenversicherung aufgenommen. Hatte Deutschland zunächst noch Vorbehalte gegen Artikel 44 (Gewalttaten von Ausländern mit Aufenthaltssitz in Deutschland) und 59 (aufenthaltsrechtliche Situation von ausländischen Gewaltopfern), gilt seit dem 1. Februar 2023 die Istanbul-Konvention uneingeschränkt.

## Umsetzung in Österreich
Die Konvention wurde in Österreich am 11. November 2013 ratifiziert und trat zum 1. August 2014 in Kraft. Der Nationalrat hat bei der Ratifizierung der Konvention in Österreich beschlossen, dass diese im Sinne des Textes des Artikel 50 Abs. 2 Ziffer 4 B-VG „durch die Erlassung von Gesetzen zu erfüllen ist“. Somit ist die Istanbul-Konvention nicht unmittelbar anwendbar. Im Sommer 2015 wurde beim Bundeskanzleramt als Teil der Fachabteilung für Gewaltprävention und Gewaltschutz die verpflichtende Koordinierungsstelle „Gewalt gegen Frauen“ eingerichtet.